# Nepetoideae
Nepetoideae is de grootste onderfamilie van lipbloemigen (Lamiaceae). Deze monofyletische onderfamilie wordt in drie of vier tribussen onderverdeeld en omvat meer dan honderd geslachten en in totaal ongeveer 3600-3700 soorten. Tot deze onderfamilie behoren veel eetbare planten die in de keuken en in drogisterijartikelen gebruikt worden, zoals basilicum, bonenkruid, citroenmelisse, hyssop, lavendel, munt, wilde marjolein (oregano), rozemarijn, salie en tijm. Veel planten uit deze groep produceren etherische olieën. De soorten kennen een zeer grote kosmopolitische verspreiding.

## Beschrijving
De meeste soorten uit deze onderfamilie zijn kruidachtige gewassen, zelden zijn ze verhout en hebben ze een struik- of een boomvorm. Vaak is de stengel vierkant, en zitten de bladeren twee aan twee, kruisgewijs aan de stengel. De bladvorm is meestal enkelvoudig; zelden samengesteld.
De tweeslachtige bloemen hebben een complexe vorm, zoals bij alle planten uit de lipbloemenfamilie.

## Geslachten
Tribus Elsholtzieae Burnett
- Collinsonia L.
- Elsholtzia Willdenow
- Keiskea Miquel (geaccepteerd door APweb, maar beschouwd als een synoniem van Collinsonia door andere bronnen[1])
- Mosla (Bentham) Maximowicz
- Perilla L.
- Perillula Maximowicz

Tribus Ocimeae Dumort.
- Aeollanthus Sprengel
- Alvesia Welwitsch
- Anisochilus Bentham
- Asterohyptis Epling
- Basilicum Moench
- Benguellia G. Taylor
- Cantinoa Harley & J. F. B. Pastore
- Capitanopsis S. Moore syn. Madlabium Hedge
- Catoferia (Bentham) Bentham
- Coleus Loureiro
- Condea Adanson
- Cyanocephalus (Bentham) Harley & J. F. B. Pastore
- Dauphinea Hedge
- Endostemon N. E. Brown
- Eplingiella Harley & J. F. B. Pastore
- Equilabium Mwanyambo et al.
- Eriope Bentham
- Eriopidion Harley
- Fuerstia T. C. E. Fries
- Gymneia (Bentham) Harley & J. F. B. Pastore
- Hanceola Kudô
- Haumaniastrum P. A. Duvignaud & Planke
- Hoslundia Vahl
- Hypenia (Bentham) Harley
- Hyptidendron Harley
- Hyptis Jacquin syn. Peltodon Pohl
- Isodon (Bentham) Spach
- Lavandula L.
- Leptohyptis Harley & J. F. B. Pastore
- Marsypianthes Bentham
- Martianthus Harley & J. F. B. Pastore
- Medusantha Harley & J. F. B. Pastore
- Mesosphaerum P. Browne
- Ocimum L.
- Oocephalus (Bentham) Harley & J. F. B. Pastore
- Orthosiphon Bentham
- Physominthe Harley & J. F. B. Pastore
- Platostoma P. Beauvois
- Plectranthus L'Héritier syn. Solenostemon Schumacher
- Pycnostachys Hooker
- Rhaphiodon Schauer
- Siphocranion Kudô
- Syncolostemon Bentham syn. Hemizygia (Bentham) Briquet
- Tetradenia Bentham
- Thorncroftia N. E. Brown

Tribus Mentheae Dumort.
- Acanthomintha (A. Gray) Bentham & J. D. Hooker
- Agastache Gronovius
- Blephilia Rafinesque
- Bystropogon L'Héritier
- Chaunostoma Donn.
- Cedronella Moench
- Cleonia L.
- Clinopodium L.
- Conradina A. Gray
- Cuminia Colla
- Cunila L.
- Cyclotrichium (Boissier) Manden. & Scheng.
- Dicerandra Bentham
- Dorystaechas Boiss. & Heldreich
- Dracocephalum L.
- Drepanocaryum Pojarkova
- Eriothymus (Bentham) Schmidt
- Glechoma L.
- Glechon Sprengel
- Gontscharovia Boriss.
- Hedeoma Persoon
- Hesperozygis Epling
- Heterolamium C. Y. Wu
- Hoehnea Epling
- Horminum L.
- Hymenocrater Fisch. & C.A.Mey
- Hyssopus L.
- Killickia Bräuchler et al.
- Kurzamra Kuntze
- Lallemantia Fischer & C. A. Meyer
- Lepechinia Willdenow
- Lophanthus Adans.
- Lycopus L.
- Marmoritis Benth.
- Meehania Britton
- Melissa L.
- Mentha L.
- Meriandra Benth.
- Micromeria Bentham
- Minthostachys (Bentham) Spach
- Monarda L.
- Monardella Bentham
- Neoeplingia Ramamoorthy, Hiriart & Medrano
- Nepeta L.
- Obtegomeria Cantino & Doroszenko
- Origanum L.
- Pentapleura Handel-Mazzetti
- Perovskia Kar.
- Piloblephis Rafinesque
- Pogogyne Bentham
- Poliomintha A. Gray
- Prunella L.
- Pycnanthemum Michaux
- Rhabdocaulon (Bentham) Epling
- Rhododon Epling
- Rosmarinus L.
- Saccocalyx Cossone & Durieu
- Salvia L.
- Satureja L.
- Schizonepeta (Bentham) Briquet
- Stachydeoma Small
- Thymbra L.
- Thymus L.
- Zataria Boissier
- Zhumeria Rech. f. & Wendelbo
- Ziziphora L.

Niet ingedeeld
- Ombrocharis Handel-Mazzetti